# Bobbitts Island
Bobbitts Island is een eiland van 1 hectare dat deel uitmaakt van de Canadese provincie Newfoundland en Labrador. Het eiland ligt vlak voor de zuidkust van Newfoundland en maakt deel uit van de gemeente Burgeo. 

## Geografie
Bobbitts Island ligt aan het centrale gedeelte van Newfoundlands zuidkust en maakt deel uit van de Burgeo-eilanden. Het ligt in Muddy Hole, een kleine inham aan de zuidkust van Grandy Island, een groot eiland waarop zich het dorpscentrum van Burgeo bevindt. Bobbitts Island is volledig volgebouwd en maakt mee deel uit van Burgeo's dorpskern.
Aan de oostrand werd Bobbitts Island door slechts 10 meter aan water van Grandy Island gescheiden. Op dat punt is een 20 meter brede dijk aangelegd waardoor het op heden technisch gezien geen eiland meer is. In het noorden wordt Bobbitts Island door slechts 30 meter aan zeewater van Grandy Island gescheiden; in het westen is Muddy Hole 70 meter breed.